# Liste der Staatsoberhäupter 1899
Übersicht
◄◄ | ◄ | 1895 | 1896 | 1897 | 1898 | Liste der Staatsoberhäupter 1899 | 1900 | 1901 | 1902 | 1903 | ► | ►►

Weitere Ereignisse

## Afrika
- Ägypten (nominell osmanisches Khedivat; de facto britisches Protektorat)
  - Khedive: Abbas II. (1892–1914)
  - Generalkonsul: Evelyn Baring, Viscount Cromer (1883–1907)

- Äthiopien
  - Kaiser: Menelik II. (1889–1913)

- Deutsch-Ostafrika (Deutsche Kolonie)
  - Burundi: König: Mwezi IV. Gisabo (1850–1908)
  - Ruanda: König Yuhi V. (1896–1931)

- Liberia
  - Staats- und Regierungschef
  - Präsident William D. Coleman (1896–1900)

- Marokko
  - Sultan: Abd al-Aziz (1873–1908)

- Natal (britische Kolonie)
  - Gouverneur: Walter Hely-Hutchinson (1893–1901)
  - König der Zulu: Dinizulu ka Cetshwayo (1884–1913)

- Kalifat von Sokoto
  - Kalif: 'Abdul-Rahman (1891–1902)

- Südafrikanische Republik
  - Staats- und Regierungschef: Präsident Paul Kruger (1883–1900)

- Uganda (britisches Protektorat)
  - Buganda: Kabaka: Daudi Chwa II. (1897–1939)
  - Bunyoro: Omukama: Kitahimbwa (1898–1902)

## Amerika

### Nordamerika
- Kanada
  - Staatsoberhaupt: Königin: Victoria (1867–1901)
    - Generalgouverneur: Gilbert Elliot-Murray-Kynynmound, 4. Earl of Minto (1898–1904)

  - Regierungschef: Premierminister: Wilfrid Laurier (1896–1911)

- Mexiko
  - Staats- und Regierungschef: Präsident: Porfirio Díaz (1876, 1877–1880, 1884–1911)

- Vereinigte Staaten von Amerika
  - Staats- und Regierungschef: Präsident: William McKinley (1897–1901)

### Mittelamerika
- Costa Rica
  - Staats- und Regierungschef: Präsident Rafael Yglesias Castro (1894–1902)

- Dominikanische Republik
  - Staats- und Regierungschef:
    - Präsident: Ulises Heureaux (1882–1884, 1887–1889, 1889–26. Juli 1899)
    - Präsident: Juan Wanceslao Figuereo (1. August 1899 – 31. August 1899)
    - Präsident: Horacio Vásquez (1. September 1899 – 14. November 1899, 1902–1903)
    - Präsident: Juan Isidro Jiménez (19. November 1899–1902, 1914–1916)

- El Salvador
  - Staats- und Regierungschef: Präsident: Tomás Regalado (1898–1903)

- Guatemala
  - Staats- und Regierungschef: Präsident: Manuel Estrada Cabrera (1898–1920)

- Haiti
  - Staats- und Regierungschef: Präsident: Tirésias Simon-Sam (1896–1902)

- Honduras
  - Staats- und Regierungschef:
    - Präsident: Policarpo Bonilla (1894–1. Februar 1899)
    - Präsident: Terencio Sierra (1. Februar 1899–1903)

- Nicaragua
  - Staats- und Regierungschef: Präsident: José Santos Zelaya (1893–1909)

### Südamerika
- Argentinien
  - Staats- und Regierungschef: Präsident: Julio Argentino Roca (1880–1886, 12. Oktober 1898–1904)

- Bolivien
  - Staats- und Regierungschef:
    - Präsident: Severo Fernández (1896–12. April 1899)
    - Junta: José Manuel Pando, Serapio Reyes Ortiz, Macario Pinilla Vargas (12. April 1899–25. Oktober 1899)
    - Präsident: José Manuel Pando (25. Oktober 1899–1904)

- Brasilien
  - Staats- und Regierungschef: Präsident: Campos Sales (1898–1902)

- Chile
  - Staats- und Regierungschef: Präsident: Federico Errázuriz Echaurren (1896–1901)

- Ecuador
  - Staats- und Regierungschef: Präsident Eloy Alfaro (1895–1901)

- Kolumbien
  - Staats- und Regierungschef: Präsident: Manuel Antonio Sanclemente (1898–1900)

- Paraguay
  - Staats- und Regierungschef: Präsident: Emilio Aceval (1898–1902)

- Peru
  - Staats- und Regierungschef:
    - Präsident: Nicolás de Piérola (1895–8. September 1899)
    - Präsident: Präsident: Eduardo López de Romaña (8. September 1899–1903)

- Uruguay
  - Staats- und Regierungschef:
    - (provisorisch) Juan Lindolfo Cuestas (1897–15. Februar 1899)
    - (amtierend) Senatspräsident: José Batlle y Ordóñez (15. Februar–1. März 1899)
    - Präsident: Juan Lindolfo Cuestas (1. März 1899–1903)

- Venezuela
  - Staats- und Regierungschef:
    - Präsident: Ignacio Andrade (1898–20. Januar 1899)
    - Präsident: Cipriano Castro (20. Januar 1899–1908)

## Asien
- Abu Dhabi
  - Staatsoberhaupt: Emir Zayed I. (1855–1909)

- Adschman
  - Scheich: Humaid II. (1891–1900)

- Afghanistan
  - Herrscher: Emir: Abdur Rahman Khan (1880–1901)

- Bahrain
  - Staatsoberhaupt: Emir Isa I. (1869–1932)

- China (Qing-Dynastie)
  - Herrscher: Kaiser Guangxu (1875–1908)

- Britisch-Indien
  - Staatsoberhaupt: Kaiserin Victoria (1877–1901)
  - Vizekönig:
    - Victor Bruce (1894–1899)
    - George Curzon (1899–1904)

- Japan
  - Staatsoberhaupt:Kaiser: Mutsuhito (1867–1912)
  - Regierungschef:
    - Premierminister Yamagata Aritomo (1898–1900)

- Korea
  - Herrscher: Kaiser Gojong (1897–1907)

- Kuwait
  - Staatsoberhaupt: Emir Mubarak (1896–1915)

- Nepal
  - Staatsoberhaupt: König Prithvi (1881–1911)
  - Regierungschef: Ministerpräsident Bir Shamsher Jang Bahadur Rana (1885–1901)

- Oman
  - Staatsoberhaupt: Sultan Faisal ibn Turki (1888–1913)

- Persien (Kadscharen-Dynastie)
  - Staatsoberhaupt: Schah: Mozaffar ad-Din Schah (1896–1907)

- Thailand
  - Staatsoberhaupt: König: Chulalongkorn (1868–1910)

## Australien und Ozeanien
- Australien:
  - Staatsoberhaupt: Königin Victoria
  - New South Wales
    - Gouverneur:
      1. Henry Brand, 2. Viscount Hampden (1895 bis 5. März 1899)
      2. William Lygon, 7. Earl Beauchamp (18. Mai 1899 bis 1901)

    - Premierminister:
      1. George Reid (1894 bis 13. September 1899)
      2. Sir William Lyne (14. September 1899 bis 1901)

  - Queensland
    - Gouverneur: Charles Cochrane-Baillie, 2. Baron Lamington (1896–1901)
    - Premierminister:
      1. James Robert Dickson (1898 bis 1. Dezember 1899)
      2. Anderson Dawson (1. bis 7. Dezember 1899)
      3. Robert Philp (7. Dezember 1899 bis 1903)

  - South Australia
    - Gouverneur:
      1. Sir Thomas Buxton, 3. Baronet (1895 bis 29. März 1899)
      2. Hallam Tennyson, 2. Baron Tennyson (10. April 1899 bis 1902)

    - Premierminister:
      1. Charles Kingston (1893 bis 1. Dezember 1899)
      2. Vaiben Louis Solomon (1. bis 8. Dezember 1899)
      3. Frederick Holder (8. Dezember 1899 bis 1901 [2. Amtszeit])

  - Tasmanien
    - Gouverneur: Jenico Preston, 14. Viscount Gormanston (1893–1900)
    - Premierminister:
      1. Sir Edward Braddon (1894 bis 12. Oktober 1899)
      2. Elliott Lewis (12. Oktober 1899 bis 1903)

  - Victoria
    - Gouverneur: Thomas Brassey, 1. Baron Brassey (1895–1900)
    - Premierminister:
      1. George Turner (1894 bis 5. Dezember 1899)
      2. Allan McLean (5. Dezember 1899 bis 1900)

  - Western Australia
    - Gouverneur: Sir Gerard Smith (1895–1901)
    - Premierminister: Sir John Forrest (1890–1901)

- Hawaii
  - Staatsoberhaupt: Präsident Sanford Dole (1894–1900)

- Neuseeland
  - Staatsoberhaupt: Königin Victoria
  - Gouverneur: Uchter Knox, 5. Earl of Ranfurly (1897–1904)
  - Regierungschef: Premierminister: Richard Seddon (1893–1906)

- Tonga
  - Staatsoberhaupt: König George Tupou II. (1893–1918)

## Europa
- Andorra
  - Co-Fürsten:
    - Staatspräsident von Frankreich:
      - Félix Faure (1895–1899)
      - Émile Loubet (1899–1906)

    - Bischof von Urgell: Salvador Casañas i Pagès (1879–1901)

- Belgien
  - Staatsoberhaupt: König Leopold II. (1865–1909)
  - Regierungschef:
    - Ministerpräsident Paul de Smet de Naeyer (1896–24. Januar 1899, 1899–1907)
    - Ministerpräsident Jules Vandenpeereboom (24. Januar 1899–5. August 1899)
    - Ministerpräsident Paul de Smet de Naeyer (1896–1899, 5. August 1899–1907)

- Bulgarien
  - Fürst: Ferdinand I. (1887–1918) (ab 1908 Zar)

- Dänemark
  - Staatsoberhaupt: König: Christian IX. (1863–1906)
  - Regierungschef: Ministerpräsident Hugo Egmont Hørring (1897–1900)

- Deutsches Reich
  - Kaiser: Wilhelm II. (1888–1918)
    - Reichskanzler: Chlodwig Fürst zu Hohenlohe-Schillingsfürst (1894–1900)

  - Anhalt
    - Herzog: Friedrich I. (1871–1904)
      - Staatsminister: Kurt von Koseritz (1892–1902)

  - Baden
    - Großherzog: Friedrich I. (1856–1907)
      - Staatsminister: Wilhelm Nokk (1893–1901)

  - Bayern
    - König: Otto I. (1886–1913)
      - Regent: Prinzregent Luitpold (1886–1912)
        - Vorsitzender im Ministerrat: Friedrich Krafft Graf von Crailsheim (1890–1903)

  - Braunschweig
    - Regent: Prinz Albrecht von Preußen (1885–1906)

  - Bremen
    - Bürgermeister: F. August Schultz (1899, 1901, 1905, 1908, 1910)

  - Reichsland Elsaß-Lothringen
    - Kaiserlicher Statthalter: Hermann Fürst zu Hohenlohe-Langenburg (1894–1907)
    - Staatssekretär des Ministeriums für Elsaß-Lothringen: Maximilian von Puttkamer (1887–1901)

  - Hamburg
    - Erster Bürgermeister: Johann Georg Mönckeberg (1890, 1893, 1896, 1899, 1902, 1904–1905, 1908)

  - Hessen-Darmstadt
    - Großherzog: Ernst Ludwig (1892–1918)
      - Präsident des Gesamtministeriums: Carl Rothe (1898–1906)

  - Lippe
    - Fürst: Alexander (1895–1905)
      - Regent: Ernst Graf zu Lippe-Biesterfeld (1897–1904)

  - Lübeck
    - Bürgermeister: Heinrich Klug (1899–1900, 1903–1904)

  - Mecklenburg-Schwerin
    - Großherzog: Friedrich Franz IV. (1897–1918) (bis 1901 unter Vormundschaft)
      - Regent: Johann Albrecht (1897–1901)
        - Präsident des Staatsministeriums: Alexander von Bülow (1886–1901)

  - Mecklenburg-Strelitz
    - Großherzog: Friedrich Wilhelm (1860–1904)
      - Staatsminister: Friedrich von Dewitz (1885–1907)

  - Oldenburg
    - Großherzog: Nikolaus Friedrich Peter (1853–1900)
      - Staatsminister: Günther Jansen (1890–1900)

  - Preußen
    - König: Wilhelm II. (1888–1918)
      - Ministerpräsident: Chlodwig Fürst zu Hohenlohe-Schillingsfürst (1894–1900)

  - Reuß ältere Linie
    - Fürst: Heinrich XXII. (1859–1902)

  - Reuß jüngere Linie
    - Fürst: Heinrich XIV. (1867–1913)

  - Sachsen
    - König: Albert (1873–1902)
      - Vorsitzender des Gesamtministeriums: Heinrich Rudolf Schurig (1895–1901)

  - Sachsen-Altenburg
    - Herzog: Ernst I. (1853–1908)

  - Sachsen-Coburg und Gotha
    - Herzog: Alfred (1893–1900)
      - Staatsminister: Karl Friedrich von Strenge (1891–1900)

  - Herzogtum Sachsen-Meiningen
    - Herzog: Georg II. (1866–1914)

  - Sachsen-Weimar-Eisenach
    - Großherzog: Carl Alexander (1853–1901)

  - Schaumburg-Lippe
    - Fürst: Georg (1893–1911)
      - Staatsminister: Friedrich von Feilitzsch (1898–1918)

  - Schwarzburg-Rudolstadt
    - Fürst: Günther Victor (1890–1918)

  - Schwarzburg-Sondershausen
    - Fürst: Karl Günther (1880–1909)

  - Waldeck und Pyrmont (seit 1968 durch Preußen verwaltet)
    - Fürst: Friedrich (1893–1918)
    - Preußischer Landesdirektor: Johannes von Saldern (1886–1907)

  - Württemberg
    - König: Wilhelm II. (1891–1918)
      - Präsident des Staatsministeriums: Hermann von Mittnacht (1876–1900)

- Frankreich
  - Staatsoberhaupt: Präsident: Félix Faure (1895–16. Februar 1899)
  - Präsident: Émile Loubet (18. Februar 1899–1906)
  - Regierungschef: 
    - Präsident des Ministerrates Charles Depuy (1893, 1894–1895, 1898–22. Juni 1899)
    - Präsident des Ministerrates Pierre Waldeck-Rousseau (22. Juni 1899–1902)

- Griechenland
  - Staatsoberhaupt: König: Georg I. (1863–1913)
  - Regierungschef:
    - Ministerpräsident Alexandros Zaimis (1897–14. April 1899, 1901–1902, 1915, 1916, 1917, 1926–1928) (1929–1935 Präsident)
    - Ministerpräsident Georgios Theotokis (14. April 1899–1901, 1903, 1903–1904, 1905–1909)

- Italien
  - König: Umberto I. (1878–1900)
  - Regierungschef: Ministerpräsident Luigi Pelloux (1898–1900)

- Liechtenstein
  - Staats- und Regierungschef: Fürst Johann II. (1858–1929)

- Luxemburg
  - Staatsoberhaupt: Großherzog: Adolf I. (1890–1905) (1839–1866 Herzog von Nassau)
  - Regierungschef: Premierminister Paul Eyschen (1888–1915)

- Monaco
  - Staats- und Regierungschef: Fürst: Albert I. (1889–1922)

- Montenegro
  - Staatsoberhaupt: Fürst Nikola I. Petrović Njegoš (1860–1918) (ab 1910 König)

- Neutral-Moresnet
  - König von Belgien: Leopold II. (1865–1909)
  - König von Preußen: Wilhelm II. (1888–1918)

- Niederlande
  - Staatsoberhaupt: Königin: Wilhelmina (1890–1948)
  - Regierungschef: Ministerpräsident Nicolaas Pierson (1897–1901)

- Norwegen (1814–1905 Personalunion mit Schweden)
  - Staatsoberhaupt: König: Oskar II. (1872–1905)
  - Regierungschef: Ministerpräsident Johannes Steen (1891–1893, 1898–1902)

- Osmanisches Reich:
  - Staatsoberhaupt: Sultan Abdülhamid II. (1876–1909)
  - Regierungschef: Großwesir Halil Rıfat Pascha (1895–1901)

- Österreich-Ungarn
  - Kaiser: Franz Joseph I. (1848–1916)

- Portugal
  - Staatsoberhaupt: König Karl I. (1889–1908)
  - Regierungschef: Ministerpräsident José Luciano de Castro (1886–1890, 1897–26. Juli 1900, 1904–1906)

- Rumänien
  - Staatsoberhaupt: König Karl I. (1866–1914) (bis 1881 Fürst)
  - Regierungschef:
    - Ministerpräsident Dimitrie Sturdza (1895–1896, 1897–1899, 1901–1905, 1907–1909)
    - Ministerpräsident Gheorghe Grigore Cantacuzino (1899–1900, 1905–1907)

- Russland
  - Kaiser: Nikolaus II. (1894–1917)

- Schweden
  - Staatsoberhaupt: König: Oskar II. (1872–1907) (1872–1905 König von Norwegen)
  - Regierungschef:
    - Ministerpräsident Erik Gustaf Boström (1891–12. September 1900, 1902–1905)

- Schweiz[1]
  - Bundespräsident: Walter Hauser (1892, 1900)
  - Bundesrat:
    - Adolf Deucher (1883–1912)
    - Walter Hauser (1889–1902)
    - Josef Zemp (1892–1908)
    - Eduard Müller (1895–1919)
    - Ernst Brenner (1897–1911)
    - Robert Comtesse (1. Januar 1900–1912)
    - Marc-Emile Ruchet (1. Januar 1900–1912)

- Serbien
  - Staatsoberhaupt: König: Aleksandar Obrenović (1889–1903)
  - Regierungschef: Ministerpräsident Vladan Đorđević (1897–1900)

- Spanien
  - Staatsoberhaupt: König: Alfons XIII. (1886–1941)
  - Regentin: Maria Christina (1885–1902)
  - Regierungschef:
    - Ministerpräsident Práxedes Mateo Sagasta (1872–1872, 1874, 1881–1883, 1885–1890, 1892–1895, 1897–4. März 1899)
    - Ministerpräsident Francisco Silvela Le Vielleuze (4. März 1899–23. Oktober 1900, 1902–1903)

- Ungarn
  - Staatsoberhaupt: König Franz Joseph I. (1848–1916) (1848–1916 König von Böhmen, 1848–1916 Kaiser von Österreich)

- Vereinigtes Königreich
  - Staatsoberhaupt: Königin Victoria (1837–1901) (1877–1901 Kaiserin von Indien)
  - Regierungschef: Premierminister Robert Gascoyne-Cecil, 3. Marquess of Salisbury (1885–1886, 1886–1892, 1895–1902)